# جون كارول ليجراند
جون كارول ليجراند (بالإنجليزية: John Carroll LeGrand)‏ هو محامي وقاضي وسياسي أمريكي، ولد في 1814، وتوفي في 28 ديسمبر 1861. انتخب Secretary of State of Maryland ‏ (1842 – 1844).